# Marcos Hernández
Marcos Antonio Hernández Rodríguez  (nacido en 1978). Nadador cubano.

## Biografía
Nadador cubano de estilo libre y mariposa, retirado de la actividad competitiva. Participó en dos Juegos Olímpicos consecutivos, iniciando en Sídney 2000. Su mejor resultado en este evento fue la posición N°20 en el relevo 4 × 100 m combinado, en Sídney 2000. Tras su participación en estos Juegos Olímpicos de Sídney, dejó de competir por más de un año, volviendo a la actividad en 2002.
Hernández es licenciado en Cultura Física, y trabaja para el deporte en su ciudad natal de Varadero.